# Lynn Williamsová
Lynn Kanukaová-Williamsová (* 11. července 1960 Regina) je bývalá kanadská atletka. Startovala za Kanadu na letních olympijských hrách v roce 1984, které se konaly v Los Angeles v USA na 3 000 metrů, kde získala bronzovou medaili. O čtyři roky později v jihokorejském Soulu skončila pátá na 1500 metrů. Dále získala bronzovou medaili na mistrovstvích světa v cross country v roce 1989.